# 蒙光府
蒙光府，或作孟光府，是明代雲南承宣布政使司下轄的一個府，元代為蒙光路軍民府，大理等處宣慰司都元帥府所管，洪武十五年三月為府。其今地，當在緬甸克欽邦中部密支那地區西南部重鎮孟拱。
軍民總管答面乞藍的、頭目答剌吉、土官䚟罕。